# Guy Mierczuk
 (novembre 2018).
Si vous disposez d'ouvrages ou d'articles de référence ou si vous connaissez des sites web de qualité traitant du thème abordé ici, merci de compléter l'article en donnant les références utiles à sa vérifiabilité et en les liant à la section « Notes et références ».
Guy Mierczuk, né le 23 juillet 1936 à Gray, est un culturiste monégasque et un athlète multi-disciplines. 
Il remporta notamment le titre de Mister Univers en 1959, devant l'américain Tomy Kono, invaincu depuis quatre ans.
Il fut un champion complet, il excella en saut en hauteur, en saut à la perche et en haltérophilie. C'est un des principaux champions de la principauté.  
Il dirigeait une salle de musculation sur le bord de mer à Monaco, aujourd'hui le Monaco Fitness Center.
Guy Mierczuk a publié son autobiographie en 2013 aux éditions Imperiali Tartaro : Ma vie de Monsieur Univers de l'Ukraine à la Principauté de Monaco.
Guy Mierczuk meurt à Monaco le 5 février 2015 à 78 ans.